# 国外駐留ロシア連邦軍部隊の一覧
国外駐留ロシア連邦軍部隊の一覧は、ロシア連邦国外に駐留するロシア連邦軍部隊の一覧である。

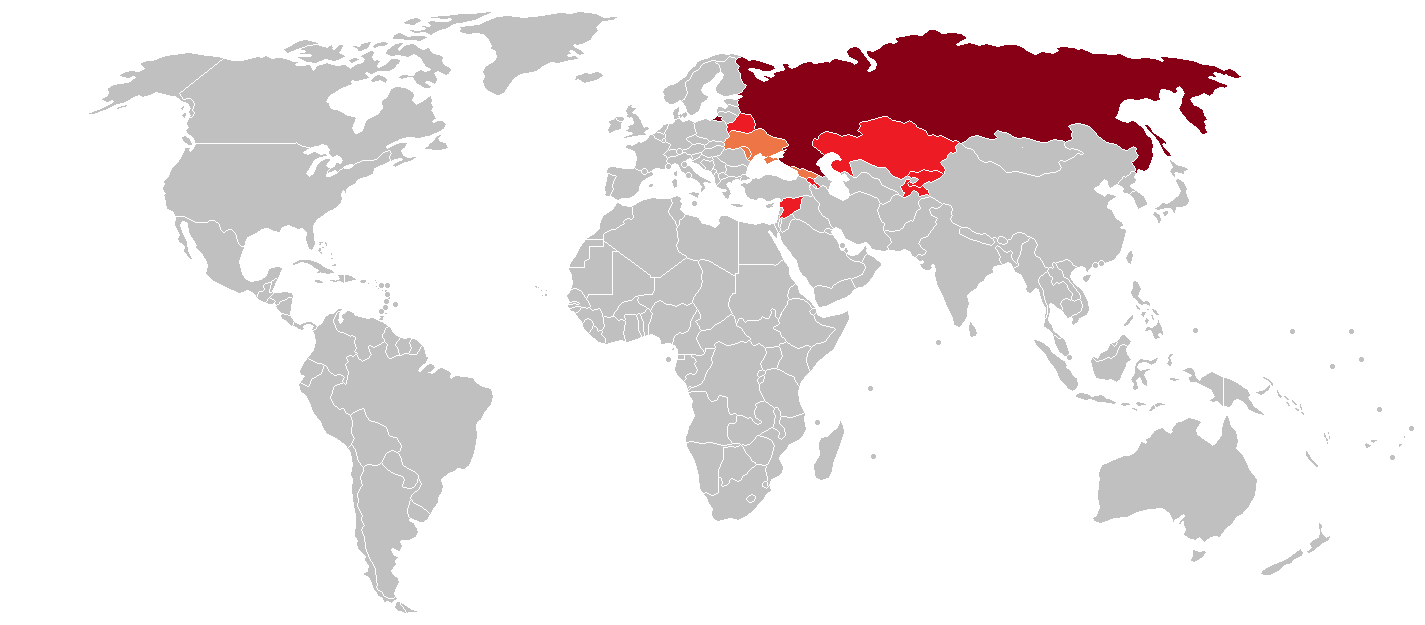
ロシア軍が駐留する国

## 旧ソ連構成国への駐留

### アゼルバイジャン
- 独立電波技術拠点（RO-7、オブジェクト754） - ガバラ（ガバラ-2、リャーキ）。ロシア宇宙軍所属。

### アルメニア
- 第102軍事基地 - ギュムリ（レニナカン）、エレバン。ザカフカーズ・ロシア軍集団所属。

### カザフスタン
- 独立電波技術拠点（バルハシ-9、オブジェクト1291、OS-2） - グリシャド（サルィ・シャガン、プリオゼルスク、バルハシ）。宇宙軍第3独立ミサイル宇宙防衛軍所属
- 第4国家中央軍種間演習場施設
- 第929国家飛行試験センター施設 - アティラウ州と西カザフスタン州。ロシア空軍と海軍航空隊が使用
- バイコヌール宇宙基地（第5国家試験演習場） - クズロルダ州
- 第171航空警備司令部 - カラガンダ

### キルギス
- 第999航空基地 - カント。沿ヴォルガ・ウラル軍管区の第5航空軍所属
- 第338通信拠点 - チュイ州カラ・バルタ村（スパルターク、チャルドヴァル）。海軍所属
- 第954対潜兵器試験基地 - イシクコル州カラコル。海軍所属
- 自動地震局N1
- 電波地震研究所（自律地震拠点N17） - マイルー・サイ

### タジキスタン
- 第201軍事基地 - ドゥシャンベ、クリャブ、クルガン・テッパ。沿ヴォルガ・ウラル軍管区所属。
- 第1109独立光学・電子拠点「ヌレク」（光学・電子複合体「オクノー」、オブジェクト7680） - ヌレク。宇宙軍第3独立ミサイル宇宙防衛軍所属

### ベラルーシ
- 独立電波技術拠点 - ガンツェヴィッチ（バラノヴィッチ）。宇宙軍所属
- 第43通信拠点 - ヴィレイカ。海軍所属

## 旧ソ連構成国以外の同盟国への駐留

### シリア
- タルトゥース海軍補給処（第720物的技術保障拠点） - タルトゥース。黒海艦隊所属
- フメイミム空軍基地 - ラタキア。ロシア航空宇宙軍所属

## 係争地域への駐留

### ウクライナ
- 黒海艦隊 - セヴァストポリ。ロシア海軍所属 - クリミア半島

### モルドバ
- 在モルドバ共和国沿ドニエストル地域ロシア軍作戦集団 - 沿ドニエストル共和国

### ジョージア
- 第12軍事基地 - バトゥミ。ザカフカーズ・ロシア軍集団所属。2005年7月から撤収開始。
- 第62軍事基地 - アハルカラキ。ザカフカーズ・ロシア軍集団所属。2006年5月から撤収開始。
- 集団平和維持軍 - アブハジア。
- 混成平和維持軍のロシア大隊 - 南オセチア
- 第4親衛軍事基地 - ツヒンヴァリ

### 日本
- 第18機関銃・砲兵師団 - 北海道・北方地域（択捉島・国後島・歯舞群島・色丹島）

## 友好国への一時的な駐留

### ベトナム
- カムラン湾 - ソ連時代の1979年から2002年までソビエト（ソビエト崩壊後はロシア）太平洋艦隊の一部が駐留。常駐部隊の撤収後も度々寄港。